# Здоровец, Мария Васильевна
Мария Васильевна Здоровец (7 февраля 1923 — 9 февраля 1994) — передовик советского сельского хозяйства, свинарка совхоза имени КПСС Драбовского района Черкасской области, Герой Социалистического Труда (1966).

## Биография
Родилась в 1923 году в селе Безбородьки, ныне Драбовского района Черкасской области в бедной крестьянской семье. Завершила обучение в четырёх классах сельской школы.
Стала работать в колхозе села Безбородьки. С 1941 по 1943 годы находилась на оккупированной территории. В начале 1943 года была вывезена на принудительные работы в Германию. Весной 1945 года была освобождена. В мае 1945 года возвратилась в родное село. Стала работать разнорабочей в колхозе.
С 1946 года трудилась свинаркой колхоза имени КПСС села Рецюковщина Драбовского района Черкасской области.
Указом Президиума Верховного Совета СССР от 22 марта 1966 года за получение высоких результатов в сельском хозяйстве и рекордные показатели в свиноводстве Марии Васильевне Здоровец было присвоено звание Героя Социалистического Труда с вручением ордена Ленина и медали «Серп и Молот».
Позже продолжала трудиться. Работала помощником бригадира и бригадиром свинофермы. Постоянно принимала участие в выставках достижения народного хозяйства. Делегат XXIV съезда Коммунистической партии Украины.
Проживала в родном селе. Умерла 9 февраля 1994 года. Похоронена на сельском кладбище.

## Награды
За трудовые успехи была удостоена:
- золотая звезда «Серп и Молот» (22.03.1966)
- два ордена Ленина (22.03.1966, 08.04.1971)
- другие медали.